# Kirchenkreis Zehlendorf
Der ehemalige Kirchenkreis Zehlendorf existierte von 1948 bis 1999 und war der Zusammenschluss evangelischer Kirchengemeinden im kommunalen Bezirk Zehlendorf im Südwesten Berlins. Darüber hinaus gehörten zu ihm mehrere Gemeinden im Kreis Teltow in der DDR, die durch den Bau der Berliner Mauer 1961 vom Kirchenkreis getrennt wurden und daraufhin einen eigenen Kirchenkreis Teltow bildeten. Der Kirchenkreis gehörte zur Evangelischen Kirche in Berlin-Brandenburg, nach 1961 zu deren Bereich Berlin-West. Nach der Wiedervereinigung Deutschlands schlossen sich mehrere Kirchengemeinden des dann aufgelösten Kirchenkreises Teltow 1998 dem ehemaligen Mutterkirchenkreis wieder an, der zum 1. April 1999 den Namen Kirchenkreis Teltow-Zehlendorf erhielt.

## Gründung

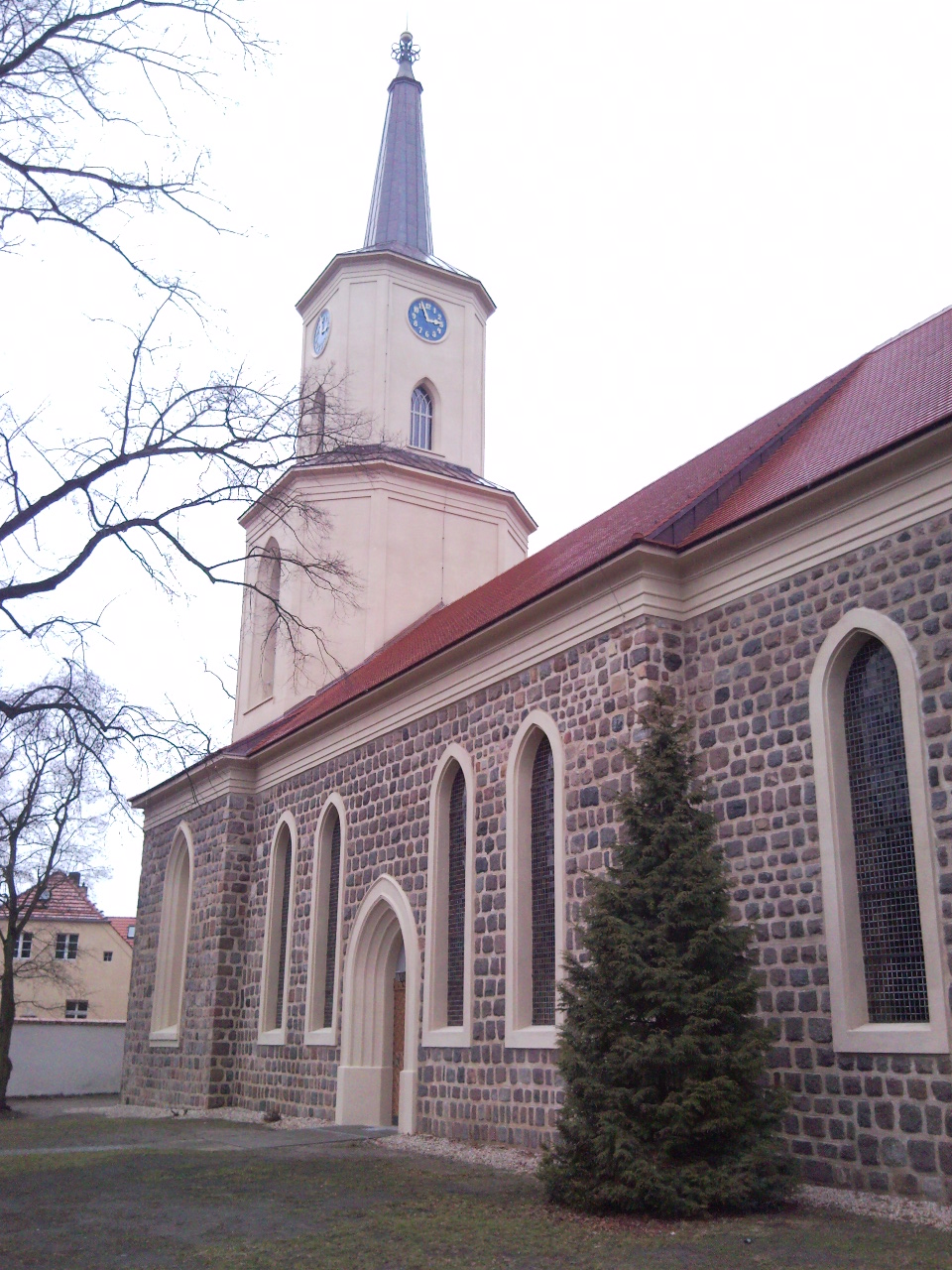
Die Teltower St.-Andreaskirche, größter Kirchbau des in der DDR gelegenen Teils des Kirchenkreises Zehlendorf

Im Zuge der Neuordnung der Evangelischen Kirche in Berlin-Brandenburg nach dem Zweiten Weltkrieg wurde der Kirchenkreis Zehlendorf am 1. April 1948 durch die Auflösung des Kirchenkreises Kölln-Land gebildet. Der neue Kirchenkreis umfasste bei seiner Gründung die folgenden Gemeinden und Pfarrsprengel:
- Dahlem mit der St.-Annen-Kirche und der Jesus-Christus-Kirche
- Nikolassee
- Wannsee mit der Kirche am Stölpchensee und der Andreaskirche
- Zehlendorf mit der Paulus-Kirche, der Ernst-Moritz-Arndt-Kirche und der Johanneskirche (Berlin-Schlachtensee)
- Blankenfelde (DDR) mit der Kirchengemeinde Jühnsdorf
- Diedersdorf (DDR) mit der Gemeinde Kleinbeeren
- Gröben (DDR) mit der Gemeinde Groß-Beuthen
- Großbeeren (DDR) mit der Gemeinde Heinersdorf
- Kleinmachnow (DDR)
- Mahlow (DDR) mit der Gemeinde Glasow
- Rangsdorf (DDR)
- Siethen (DDR)
- Stahnsdorf (DDR) mit Sputendorf und Ruhlsdorf
- Teltow (DDR) mit der St.-Andreaskirche und der Siedlungskirche
- Diakonissenhaus Berlin-Teltow (Anstaltskirchengemeinde)

## Entwicklungen im Zehlendorfer Bereich
Im Laufe der Entwicklung des Kirchenkreises vergrößerte sich die Zahl der Kirchengemeinden durch Gemeindeteilungen:
- 1949 wurde die Großgemeinde Zehlendorf in die Paulusgemeinde Zehlendorf, die Kirchengemeinde Schlachtensee, die Ernst-Moritz-Arndt-Kirchengemeinde und die Kirchengemeinde Zehlendorf-Süd aufgeteilt.[3] Die Kirchengemeinde Zehlendorf-Süd erhielt 1951 den Namen „Kirchengemeinde zur Heimat“.[4]
- Ebenfalls 1949 wurde die Kirchengemeinde Berlin-Zehlendorf-Schönow aus der Kirchengemeinde Teltow ausgegliedert[5]
- 1955 erfolgte die Ausgliederung der Stephanus-Kirchengemeinde aus der Kirchengemeinde zur Heimat.[6]
- 1972 wurde die Kirchengemeinde am Buschgraben aus der Kirchengemeinde zur Heimat ausgegliedert.[7]

Eine Bereinigung der Kirchenkreisgrenze erfolgte 1953 durch Umgemeindung der Evangelischen Glieder des nördlichen Teiles der Kirchengemeinde Berlin-Dahlem in die Kirchengemeinde Berlin-Grunewald, Kirchenkreis Wilmersdorf.
Innerhalb des Kirchenkreises Zehlendorf wurden 1959 die Gemeindegrenzen zwischen der Paulus-Kirchengemeinde und der Kirchengemeinde Berlin-Dahlem verändert.
Nach dem Bau der Berliner Mauer 1961 wurde der auf West-Berliner Gebiet gelegene Teil der Kirchengemeinde Babelsberg mit dem Ortsteil Nikolskoe und der Kirche St. Peter und Paul aus dem Kirchenkreis Potsdam ausgegliedert und dem Kirchenkreis Zehlendorf zugeordnet. Erst 1981 wurde die Eingemeindung des Gemeindeteils Nikolskoe in die Kirchengemeinde Wannsee offiziell vom Kreiskirchenrat Zehlendorf beschlossen. 1983 errichtete der Kirchenkreis eine eigene Pfarrstelle zur Betreuung der Ausflüglerkirche.

## Entwicklungen im Teltower Bereich
Im Bereich Teltow löste sich 1950 die Kirchengemeinde Ruhlsdorf aus dem Pfarrsprengel Stahnsdorf und bildete mit der Kirchengemeinde Teltow einen neuen Pfarrsprengel.
1951 verließ die Gemeinde Sputendorf den Kirchenkreis Zehlendorf und wurde dem Kirchenkreis Potsdam I zugeordnet.
1953 wurde der Pfarrsprengel Blankenfelde aufgelöst. Blankenfelde, Rangsdorf und Mahlow wurden eigenständige Kirchengemeinden.
Im Jahr 1958 bestand der Kirchenkreis Zehlendorf aus 25 Kirchengemeinden mit insgesamt 126.041 evangelischen Christen.

## Superintendenten

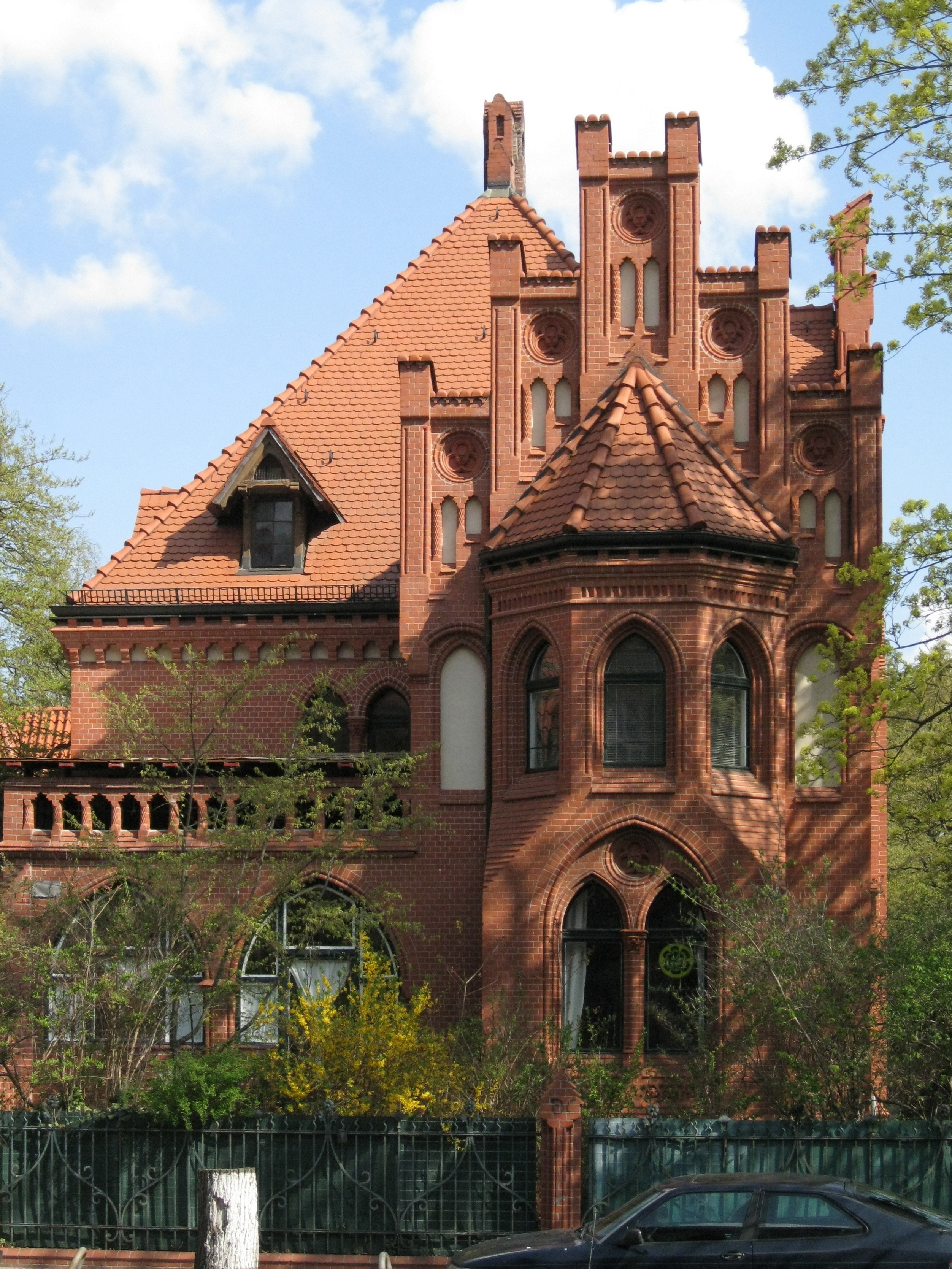
Späterer Sitz der Superintendentur des Kirchenkreises Zehlendorf im Pfarrhaus der Paulus-Kirchengemeinde

Die folgenden Superintendenten leiteten den Kirchenkreis Zehlendorf:
- Walther Hildebrand 1948 – 1960
- Wilhelm Hahn 1963–1974
- Manfred Karnetzki 1975–1986
- Gottfried Kraatz 1986–1996
- Anton Graf von Pestalozza (stellvertretend) 1996–1998

### Superintendentur
Sitz der Superintendentur war bis 1962 die KirchengemeindeSchlachtensee in der Matterhornstraße 37–39. Nach dem Eintritt des Superintendenten Hildebrand in den Ruhestand zog die Superintendentur in das Gemeindehaus der Paulus-Kirchengemeinde am Teltower Damm 4–8 um. Später erfolgte ein weiterer Umzug in das Pfarrhaus der Paulus-Kirchengemeinde in der Kirchstraße 4.

## Arbeitsfelder des Kirchenkreises
Neben den „klassischen“ kreiskirchlichen Aufgaben wie der Christenlehre, der Arbeit mit Kindern und Jugendlichen oder der Krankenhausseelsorge sind die folgenden „besonderen“ Schwerpunkte und Arbeitsfelder zu nennen:
- Gemeindepartnerschaften über die Mauer hinweg

Ein fortlaufendes Thema im Kirchenkreis war die Bewahrung des Zusammenhaltes der Gemeinden im amerikanischen Sektor in Berlin-West und den Gemeinden auf dem Gebiet der sowjetischen Besatzungszone, in Synodalberichten als „Randgemeinden“ bezeichnet. Erschwert wurde dieser durch die Währungsreform 1948, und schließlich die völlige Trennung durch den Bau der Berliner Mauer 1961. Dies führte 1963 zur Gründung eines eigenen Kirchenkreises Teltow. Zwischen den Gemeinden der beiden Kirchenkreise entwickelte sich daraufhin lebendige Gemeindepartnerschaften über die Grenze hinweg, z. B. zwischen Nikolassee und Kleinmachnow, Schlachtensee und Diedersdorf oder der Kirchengemeinde Zur Heimat und Teltow. Nachdem nach 1971 West-Berliner mit einem Tagesvisum in die DDR einreisen konnten, kamen der Zehlendorfer und der Teltower Pfarrkonvent einmal jährlich zu einem gemeinsamen Treffen in Teltow zusammen.
Nach der Trennung entwickelten sich im dann allein West-Berliner Kirchenkreis Zehlendorf Arbeitsbereiche mit gesellschaftspolitischem, ökumenischem und sozialem Bezug, die zum Teil auch heftige Auseinandersetzungen im Kirchenkreis mit sich brachten.
- Friedensarbeit

Beeinflusst von den Diskussionen um den Vietnamkrieg, der atomaren Hochrüstung und ideologischen Auseinandersetzungen zwischen Ost und West fanden seit 1980 vom Pfarrkonvent und Kreiskirchenrat organisierte jährliche Friedenswochen statt.
- Partnerschaft mit Wolgograd

Im November 1988 setzte die Zehlendorfer Kreissynode den Arbeitskreis Partnerschaft Wolgograd ein, um durch Begegnungen und Projekte den Kalten Krieg zu überwinden und Versöhnung mit den Menschen in der Sowjetunion zu ermöglichen. Zwischen 1989 und 2020, im dann bereits gemeinsamen Kirchenkreis Teltow-Zehlendorf, fanden 80 Begegnungen in Berlin und Wolgograd statt – mit Schülern, Studierenden, Musikgruppen, Frauengruppen, Beschäftigten in Sozialberufen und in der Verwaltung, Pfarrerinnen und Pfarrern. Grundlage des Austauschs waren von 1989 bis 2013 Vereinbarungen mit dem Wolgograder Stadtbezirk Zentrum.
- Partnerschaft mit dem Kirchenkreis Mphome in Südafrika

Seit 1975 unterhielt der Kirchenkreis partnerschaftliche Beziehungen zu schwarzen Christen im Kirchenkreis Mphome in der Norddiözese der Evangelisch-Lutherische Kirche im Südlichen Afrika. Begleitet wurden die kirchlichen Besuchs- und Förderprojekte durch Aktionen und Appelle gegen die Politik der Rassentrennung der weißen Regierung Südafrikas wie z. B. der Durchführung von Mahnwachen vor dem südafrikanischen Konsulat oder mit der Forderung der Zehlendorfer Kreissynode an den Berliner Senat, Südafrika wegen seiner Apartheid-Politik an der Teilnahme an der Internationalen Tourismus-Börse auszuschließen.
- Arbeit mit Menschen mit Behinderung

Durch die Errichtung einer Kreispfarrstelle und der Finanzierung einer Sozialarbeiterstelle machte sich der Kirchenkreis die Arbeit mit Menschen mit Behinderung an der Ernst-Moritz-Arndt-Gemeinde und der Gemeinde am Buschgraben zu eigen.
- Kirchlicher Dienst in der Arbeitswelt

Im Rahmen des Dienstes in der Arbeitswelt entwickelte der Kirchenkreis eine Ausländerarbeit zur Begleitung und sozialen Betreuung von Asylbewerbern und Flüchtlingen sowie dem Eintreten für deren Rechte.

## Entwicklungen nach der Wiedervereinigung Deutschlands
Nach dem Fall der Berliner Mauer 1989 kam es recht bald zu intensiven Kontakten der beiden Kirchenkreise Teltow und Zehlendorf auf kreiskirchlicher Ebene sowie der Errichtung einer gemeinsamen regionalen Verwaltung im Evangelischen Kirchenkreisverband Berlin Süd-West im Februar 1998. Aus dem aufgelösten Kirchenkreis Teltow schlossen sich zum 1. Juli 1998 die Gemeinden und Pfarrsprengel Großbeeren, Güterfelde, Kleinmachnow, Stahnsdorf und Teltow mit den Zehlendorfer Gemeinden zu einem gemeinsamen Kirchenkreis mit dem zunächst provisorischen Namen Kirchenkreis Zehlendorf zusammen, der zum 1. April 1999 den Namen Kirchenkreis Teltow-Zehlendorf erhielt.